# Red Emma’s Bookstore Coffeehouse
Red Emma’s Bookstore Coffeehouse – skrajnie lewicowa księgarnia, restauracja, kawiarnia oraz infoshop (tj. autonomiczne centrum społeczne) znajdujący się w Baltimore w stanie Maryland w Stanach Zjednoczonych i prowadzony przez kolektyw pracowniczy. Nazwany na cześć anarchistki Emmy Goldman, Red Emma’s zaczął działać w listopadzie 2004 i sprzedaje kawę z fair trade, wegetariańską i wegańską żywność oraz książki. Przestrzeń ta zapewnia również bezpłatny dostęp komputerowy do społeczności Baltimore, bezprzewodowy internet i pokazy filmów, polityczne zajęcia dydaktyczne i wydarzenia społeczne.

## Historia
Red Emma’s zostało odtworzone z poprzedniego infoshopa o nazwie Black Planet Books, poprzednio znajdującego się na Fells Point Broadway, a następnie 1621 Fleet Street. Do czerwca 2013 sklep działał od 800 St. Paul Street w Mount Vernon. Został on ponownie otwarty jesienią 2013 na znacznie większej przestrzeni przy 30 W. North Avenue, w dzielnicy Station North, w Baltimore. Jesienią 2018 Red Emma powróciła na Mount Vernon do 1225 Cathedral Street, do przestrzeni z dwoma piętrami, rozbudowaną księgarnią i barem.
Wydarzenia w lokalu odbywają się regularnie, były to m.in. obejmowały wykład byłej liderki Weather Underground, Bernardine Dohrn, prezentacje Beehive Collective oraz małe koncerty, w tym wielu członków Riot Folk Collective, a także Charming Hostess. Uwięziony członek Partii Czarnych Panter Marshall "Eddie" Conway robił odczyty i rozmowy z więzienia; Red Emma’s często prowadzi rozmowy z lokalnymi organizacjami aktywistów. Księgarnia jest również miejscem dla autorów wycieczek. Wyróżnienia otrzymane przez Red Emma’s to m.in. "Najlepsza Kawiarnia" przyznana przez organizację studencką Uniwersytetu Johnsa Hopkinsa w 2005, oraz nagrody Baltimore City Paper Best of Baltimore w 2005 za "Najlepszy punkt dostępu do sieci bezprzewodowej" czy w 2006 za "Najlepsze miejsce spotkań”.

### 2640
W marcu 2007 Red Emma’s połączyło się z organizacją St. John’s United Methodist tworząc 2640, "niekomercyjną, wspólnie zarządzaną przestrzeń dla radykalnej polityki i kultury obywatelskiej". Organizacja skupia się wokół dyrekcji kościoła w Charles Village przy  2640 Saint Paul Street. Oprócz nabożeństw niedzielnych placówka wykorzystywana jest jako przestrzeń społeczna.

### Wolna Szkoła Baltimore
We wrześniu 2009 zajęcia rozpoczęły się przy 1323 N. Calvert St. w Baltimore, MD, w Wolnej Szkole Baltimore. Wolna Szkoła jest prowadzona przez wolontariuszy i każda osoba jest zapraszana do prowadzenia klasy lub serii zajęć bez wymaganych dokumentów. W 2012 szkoła mieściła się przy 512-516 W. Franklin St., ale od tego czasu przeniosła się do klasy w Red Emma’s Coffeestore Bookhouse przy 30 W. North Ave.

## Struktura
Od czasu oficjalnego otwarcia w 2004 wszystkie decyzje dotyczące funkcjonowania przestrzeni były podejmowane w drodze konsensusu. Zbiorowość pracowników-właścicieli wahała się od 10 do 20 w ciągu 7 lat otwarcia sklepu, zwykle około 15. Zbiorowe spotkania są otwarte dla publiczności. Red Emma’s Collective to zamknięty sklep, zorganizowany wspólnie z Robotnikami Przemysłowymi Świata.